# Tistronskären
Tistronskären är öar i Finland. De ligger i Skärgårdshavet och i kommunen Pargas i den ekonomiska regionen  Åboland i landskapet Egentliga Finland, i den sydvästra delen av landet. Öarna ligger omkring 69 kilometer sydväst om Åbo och omkring 190 kilometer väster om Helsingfors.
Arean för den av öarna koordinaterna pekar på är 4,1 hektar och dess största längd är 380 meter i sydväst-nordöstlig riktning.